# Juan María Gutiérrez
Pour les articles homonymes, voir Juan Gutiérrez et Gutiérrez.
Juan María Gutiérrez, né à Buenos Aires le 6 mai 1809 et mort à Buenos Aires le 26 février 1878, est un écrivain, homme d'État, juriste, géomètre, historien, critique et poète argentin.

## Biographie
Après avoir fait des études juridiques et d'ingénierie, il travaille comme géomètre et ingénieur au département topographique argentin. Il contribue également à des revues littéraires et crée l'association des études historiques. Opposant à la dictature de Juan Manuel de Rosas, il est emprisonné puis s'exile volontairement en 1840. Il voyage en Amérique et en Europe avant de s'installer à Valparaíso où il devient directeur de l'académie navale et écrit son œuvre la plus connue, le recueil de poésies América Poética (1846). Il retourne en Argentine en 1852 à la chute du régime de Rosas et participe à la rédaction de la Constitution argentine de 1853. Il est ministre des affaires étrangères entre 1854 et 1856 avant d'être le recteur de l'université de Buenos Aires de 1861 à 1874. 